# Dorival Júnior
Pour les articles homonymes, voir Junior.
Dorival Silvestre Júnior, né le 25 avril 1962 à Araraquara, est un ancien footballeur brésilien, reconverti comme entraîneur.

## Biographie
Joueur de football à la carrière modeste, il a sillonné l’entièreté de son pays durant plus de 10 ans. Passé par Guarani, Avaí ou encore Grêmio, celui qui évoluait à l’époque au poste de milieu défensif s’est surtout illustré du côté de Palmeiras au début des années 1990. Dorival Júnior n’a toutefois jamais eu la chance de jouer sous le maillot auriverde.
Alors qu’il évoluait en Serie A (première division brésilienne) en tant que joueur, le Pauliste a su repartir d’en bas pour lancer sa carrière d’entraîneur en 2003. Souvent engagé comme intérimaire, il a redressé des équipes avant d’avoir sa chance du côté de Vasco de Gama en 2009. En seulement quelques mois, Dorival Júnior a mené ses hommes vers le titre en Serie B (deuxième division brésilienne).
Passé par de nombreux clubs brésiliens, il a notamment remporté la Coupe du Brésil en 2010 avec Santos, sous ses ordres Neymar au tout début de la carrière de l’attaquant brésilien. Un violent accrochage avait opposé les deux hommes en 2010 quand le joueur, alors âgé de 18 ans, avait reproché à son entraîneur d’avoir chargé un de ses coéquipiers de tirer un penalty. La direction du club avait pris le parti de Neymar et limogé Dorival six jours plus tard.
En 2015, il a décidé de prendre une année sabbatique, pour approfondir ses connaissances footballistiques. Dorival Júnior a parcouru l’Europe afin de s’inspirer des méthodes communes dans les grands clubs comme Chelsea, le Real Madrid et le Bayern Munich.
Il a dirigé tous les plus grands clubs du pays : Santos, Palmeiras, Flamengo, Fluminense, Vasco da Gama, Saõ Paulo, Internacional ou encore Cruzeiro.
En 2022, alors qu’il approche de la soixantaine, l’entraîneur est nommé à la tête de Flamengo. C’est avec les Rouge et Noir qu’il écrit l’une des plus belles pages de sa carrière puisqu’il remporte une nouvelle Coupe du Brésil et surtout la Copa Libertadores, l’équivalent sud-américain de la Ligue des champions.
Passées ces heures de gloires, le natif d'Araraquara a quitté les Mengão pour São Paulo, qu'il a conduit à son premier titre en Coupe du Brésil en 2023.
Dorival Júnior n’a jamais entraîné en dehors de son pays natal et aime changer de défis. Entre 2002 et 2023, il a changé pas moins de 25 fois de banc avec une moyenne de sept mois passés sur les bancs. Son record du passage le plus long est à Santos mais il n’était resté que deux ans.
En janvier 2024, il devient le sélectionneur de l'équipe du Brésil. La Seleção est sortie en quarts de finale de la Copa América face à une redoutable équipe de l’Uruguay. Il est limogé en mars 2025.

## Palmarès

### Joueur
Joinville
- Vainqueur du championnat Catarinense en 1987

 Grêmio
- Vainqueur du championnat Gaúcho en 1993

 Juventude
- Champion du Brésil de D2 en 1994

### Entraîneur
Figueirense
- Vainqueur du championnat Catarinense en 2004

 Fortaleza
- Vainqueur du championnat du Cearense en 2005

 Sport Recife
- Vainqueur du championnat Pernambucano en 2006

 Coritiba
- Vainqueur du championnat Paranaense en 2008

 Vasco da Gama
- Champion du Brésil de D2 en 2009

 Santos
- Vainqueur du championnat Paulista en 2010 et 2016
- Vainqueur de la Coupe du Brésil en 2010

 Internacional
- Vainqueur de la Recopa Sudamericana en 2011
- Vainqueur du championnat Gaúcho en 2012

 Flamengo
- Vainqueur de la Coupe du Brésil en 2022
- Vainqueur de la Copa Libertadores en 2022

 São Paulo
- Vainqueur de la Coupe du Brésil en 2023